# カンチレバーブレーキ

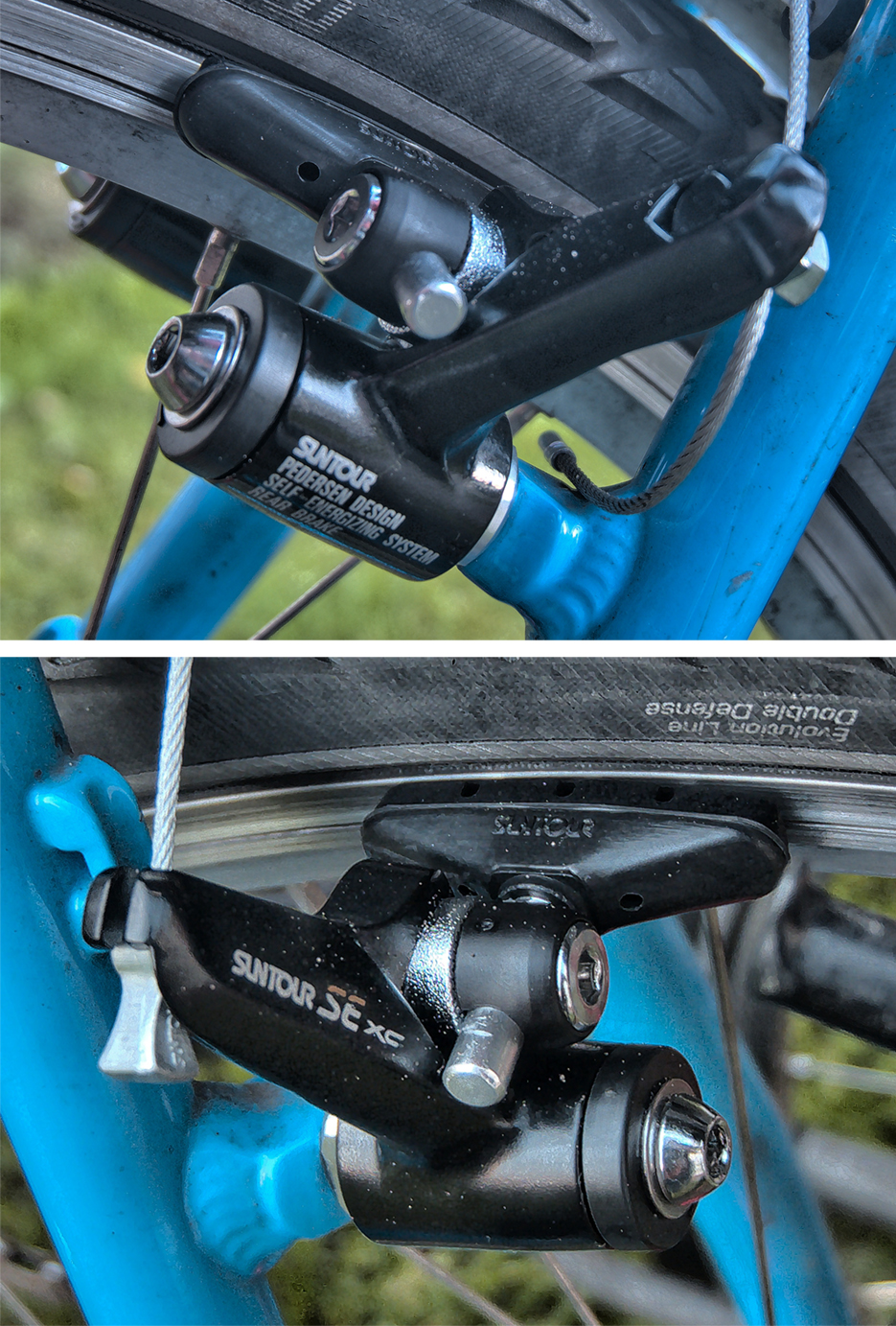
カンチレバーブレーキ(サンツアー)。ブレーキシューはダルマねじで固定されている。

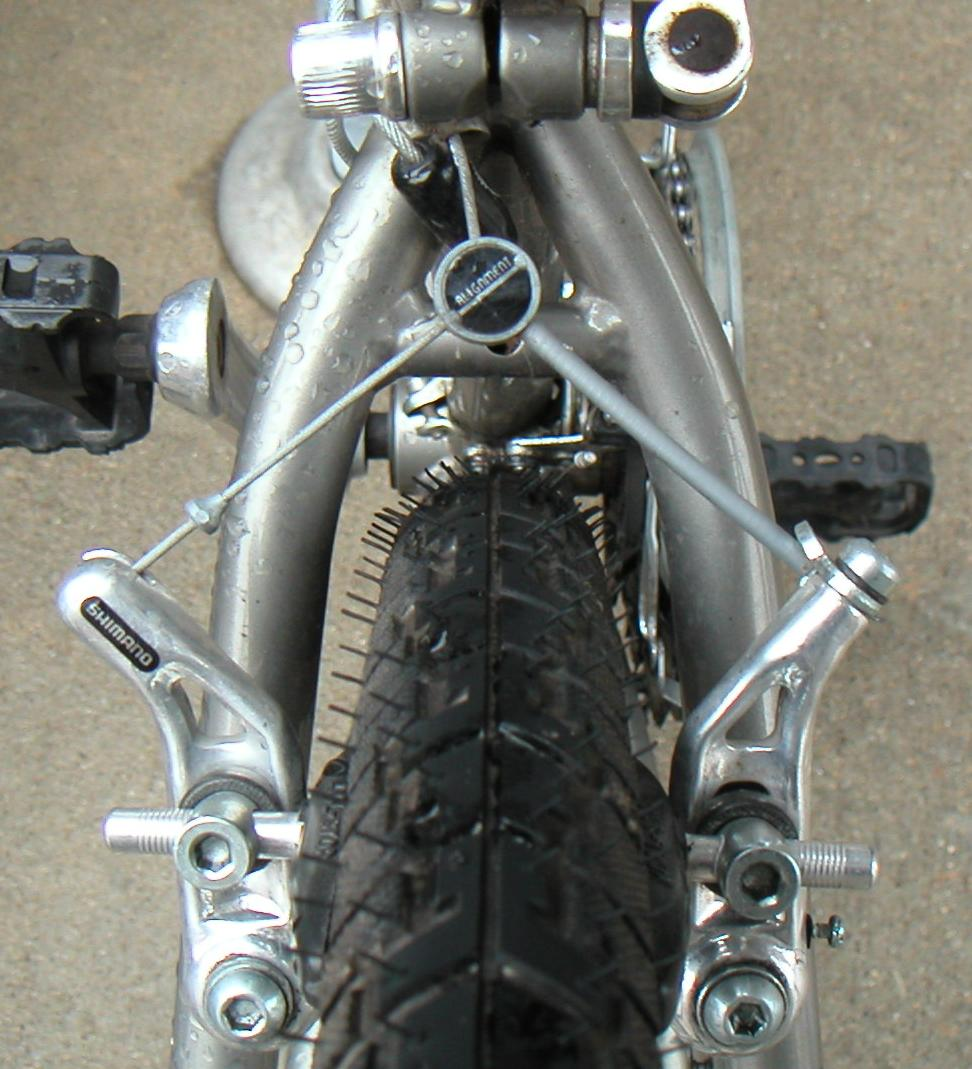
全体写真。シマノ製のためアーチワイヤーがユニットリンクになっている(タイヤの上の三叉状の部品)

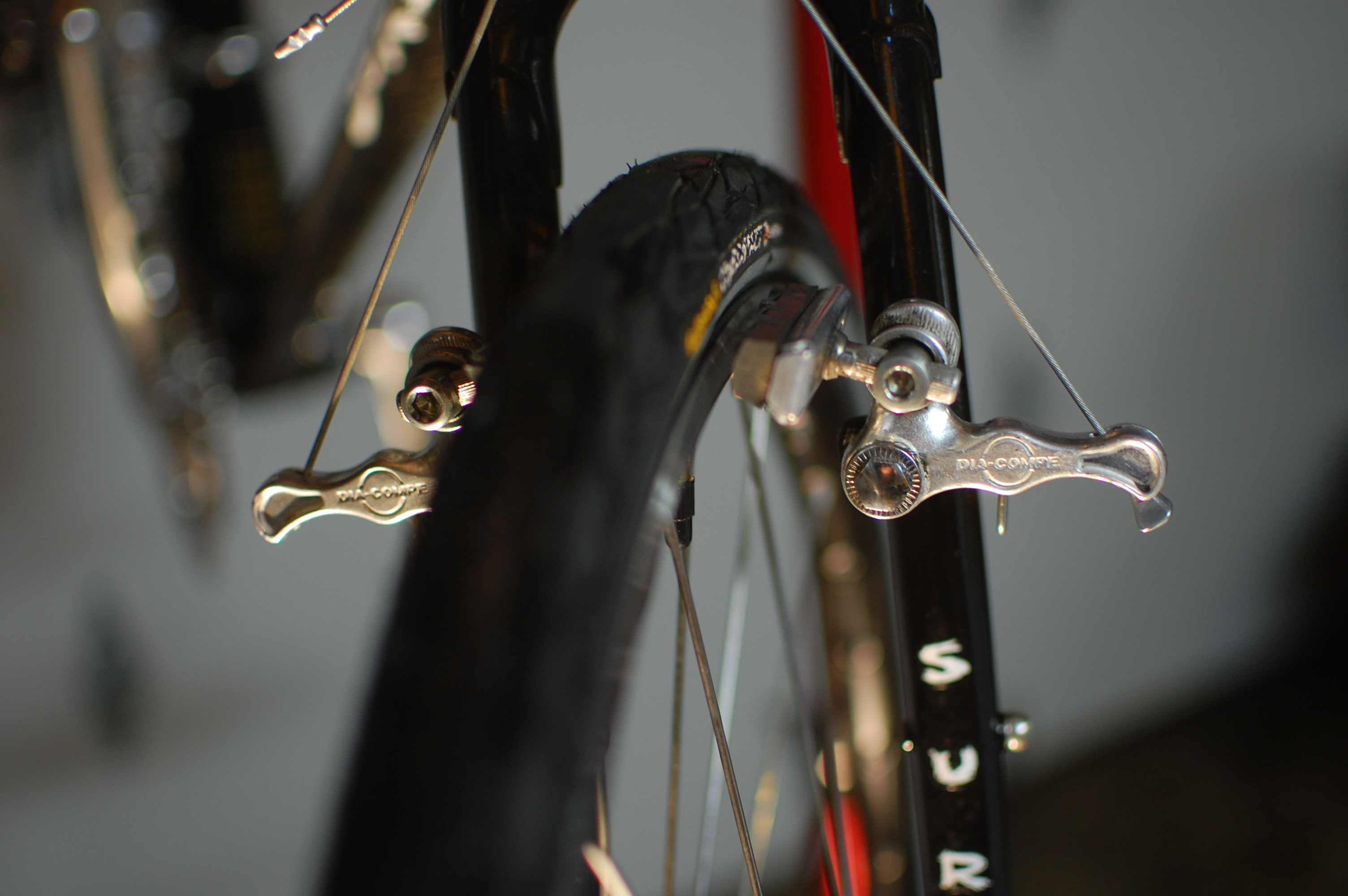
ワイドプロファイル型のもの(ダイアコンペ)

カンチレバーブレーキ（英: cantilever brake）は、自転車のブレーキの一種。ブレーキの作動原理がカンチレバー機構によるものであることからこの名が付いた。一般にカンチ（カンティ）ブレーキあるいはカンチのように略して呼ぶ場合もある。

## 概要
泥詰まりしにくい特性を有することから、主にシクロクロス、ランドナーなど未舗装路に対応する自転車に用いられる事が多い。Vブレーキ以前のマウンテンバイクでは盛んに用いられた。キャリパーブレーキよりも太いタイヤに対応できることや、Vブレーキに非対応のロードバイク用のブレーキレバーでもそのまま使用できるという互換性の面でも利点がある。また、車輪を外す際、ブレーキを開放（ワイヤーを外す）したり元に戻すことが簡単にできる。
しかしながら一定の制動力が長持ちせずに長期間使っているうちに制動力がやや弱くなる、またはブレーキ作動にずれが生じやすいため比較的頻繁に調整が必要になるといった欠点があり、その調整作業もやや難しい。インナーワイヤーの露出長が長いことから錆（さび）に対しても弱い。マウンテンバイク用としては根本的な制動力が不十分とされ、Vブレーキやディスクブレーキに取って代わられた。またシクロクロスバイク用も、UCIのルール変更によってレースでのディスクブレーキ使用が認められたことで、近年製造される物の殆どではディスクブレーキが採用される傾向にある。
このほかVブレーキやセンタープルブレーキのような左右に独立した台座を持つブレーキに共通の欠点として、ブレーキ力と同じだけの反力がフレームやフォークにかかるため、華奢なフレームでは十分なブレーキ力が得られないばかりかフレームを傷めることになってしまうことが挙げられる。このため、細く軽量なフレームを用いるロードバイクに使われることは稀である。
日本における自転車に関する標準規格日本工業規格 JIS D 9414:2008では、キャリパーブレーキ（カンチレバー形）と記されており、キャリパーブレーキの一種として扱われているが、狭義にはカンチレバーブレーキとキャリパーブレーキは別種のブレーキである。
JISで『カンチレバーV形』と呼ばれるものはVブレーキのことであり、本項で説明している機構のブレーキのことではない。

## 構造
フロントフォークおよびシートステイに溶接されたブレーキ台座に、左右独立したブレーキアーチの下端をそれぞれ取り付ける。この台座はVブレーキ用と同一のもので、リムより低い位置に台座があることがキャリパーブレーキと大きく異なる点の一つである。これに対しキャリパーブレーキではリムを上から挟み付けるので、台座もリムより高い位置にある。ブレーキアーチの中ほどにはブレーキシューの台座がある。
左右のブレーキアーチの上端は「アーチワイヤー」と呼ばれるワイヤーでつながれており、その中央（左右のブレーキアーチの上方、等角線上）で、ワイヤを受けるハンガーヨーク（英: Hanger Yoke、通称ちどり）と呼ばれる金属製の吊り金具を介してインナーワイヤーとつながっている。他のブレーキと異なり、ブレーキワイヤーアウターがブレーキに直接接しない構造であるため、アウター先端を支えるためにアウター受けという別部品が必要になる。
ブレーキアーチの開角度が狭いロープロファイル型と広いワイドプロファイル型があり、ロープロファイル型はアーム比が大きいため制動力は強いが、ブレーキパッドがリムにより近接するためやや泥詰まりに弱い。ワイドプロファイル型はリムとブレーキパッドの隙間が大きく泥詰まりに強いが、左右に張り出したブレーキアーチが操縦者の足に当たりやすいという問題があり、またアーム比の小ささゆえ制動力が劣る。先に登場したのはワイドプロファイル型である。
ブレーキレバーは、カンチブレーキ専用のものかキャリパーブレーキ（ロードバイク用）を用いる。Vブレーキレバーは原則として使用できないが、一部取り付け時の調節によりVブレーキとカンチブレーキの両方に対応できるブレーキレバーも存在する。
シマノの製品では「ちどり」とアーチワイヤーは一体化されており、インナーケーブルが「ちどり」とブレーキアーチの片方（アウターケーブル状になっている）の中を通ってそのまま片方のブレーキワイヤーに固定されるようになっている。これをユニットリンクといい、この構造によりアーチワイヤーの長さを調整する必要がなくなっている。
なお、カンチブレーキ装着車でフェンダー非装着車の場合、万が一走行中にブレーキワイヤーが外れたり切れたりすると、ブレーキのスプリングの力でアーチワイヤーがタイヤに引っ掛けられロックするおそれがあるため、セーフティーフックとよばれる部品をフェンダー取り付け用ダボ穴に取り付けることがある。通常は、ロックすると危険度の大きい前輪に取り付けられる。

## 作動原理
ブレーキレバーが引かれると、ブレーキワイヤーが「ちどり」を引っ張り、「ちどり」に接続されているアーチワイヤーの中央部も上方に移動する。するとアーチワイヤーもブレーキアーチを引っ張るが、ブレーキアーチは下端を軸として回転する（カンチレバー）構造であるので中央方向へ閉じる方向に動き、アーチ途中に設けられたブレーキシューがリムを挟み付ける。

## 種類
基本的には構造が同じだが、安価なものと高級なものでは細部処理が違い、この違いがカンチブレーキの欠点であるメンテナンスのしにくさに影響を与えている。
一般のカンチブレーキはブレーキシューをダルマねじとナットでブレーキアーチに固定するが、これはブレーキシュー固定角度の自由度が大きいという利点がある一方で、角度の調整が難しい。
一方高級なカンチブレーキではブレーキシューの取り付け部分にネジ穴を切って直にアーレンキーでブレーキアーチに固定でき、調節が容易になっている。このタイプでは、Vブレーキ用のシューが使用できるものもある。